# Насхок
Насхок — река в России, на острове Врангеля. Протекает по территории Иультинского района Чукотского автономного округа. Длина реки — 36 км.
Названа в 1926 году во время поселения здесь эскимосов, в переводе с эским. Насӄуӄ — «голова».
Берёт начало с восточных склонов Северного хребта, протекает по обширной низменности — Тундре Академии, впадает в лагуну Таяна Чукотского моря. Характер реки равнинный, скорость течения 0,3 м/с.
Основные притоки (от устья): Гнилая, Правый Насхок, Левый Насхок.